# Championnats d'Europe de course en montagne et trail 2024
Navigation
2022 2026
Les championnats d'Europe de course en montagne et trail 2024 sont une compétition de course en montagne et trail qui se déroule du 31 mai au 2 juin 2024 à Annecy en Haute-Savoie en France. Il s'agit de la deuxième édition des championnats d'Europe de course en montagne et trail. Cette édition a lieu dans le cadre de la Maxi-Race du Lac d'Annecy.

## Programme
| Date            | Course                                             | Distance | Dénivelé          |
| --------------- | -------------------------------------------------- | -------- | ----------------- |
| Vendredi 31 mai | Course en montagne en montée                       | 7,6 km   | +980 m / -60 m    |
| Vendredi 31 mai | Course en montagne en montée (juniors)             | 5,6 km   | +830 m / -10 m    |
| Samedi 1er juin | Trail                                              | 58 km    | +/-3 500 m        |
| Dimanche 2 juin | Course en montagne en montée et descente           | 16,0 km  | +960 m / -1 000 m |
| Dimanche 2 juin | Course en montagne en montée et descente (juniors) | 5,9 km   | +400 m / -420 m   |

## Résultats

### Seniors

#### Montée
L'épreuve senior de course en montagne en montée se déroule sur un parcours de 7,6 kilomètres et 980 mètres de dénivelé. Le Britannique Joe Steward s'empare rapidement des commandes de la course et impose son rythme. Il est suivi de près par le Suisse Roberto Delorenzi. Joe Steward creuse ensuite l'écart en tête et s'envole vers le titre. Le champion d'Europe 2019 Jacob Adkin suit le duo de près et parvient à doubler Roberto Delorenzi pour assurer la deuxième place. Parti prudemment, l'Allemand Lukas Ehrle effectue une forte remontée en fin de course et parvient à surprendre Roberto Delorenzi, qui lève le pied en fin de course, pour s'emparer de la troisième marche du podium. Le Royaume-Uni remporte le classement par équipes devant la Suisse et la France.
Le début de course féminine voit un duel entre la favorite Scout Adkin et la surprenante Nina Engelhard. L'Allemande parvient à faire la différence pour rapidement creuser l'écart en tête. Elle s'envole vers le titre avec plus d'une minute d'avance sur ses rivales. Derrière elle, Scout Adkin assure la médaille d'argent tandis que la Roumaine Monica Mădălina Florea effectue une solide course pour s'emparer du bronze. Avec Christel Dewalle et Élise Poncet au pied du podium et Marie Nivet neuvième, la France remporte le classement par équipes devant le Royaume-Uni. La Suisse complète le podium.

##### Courses individuelles
| Rang               | Athlète            | Pays        | Temps       |
| ------------------ | ------------------ | ----------- | ----------- |
| Médaille d'or      | Joe Steward        | Royaume-Uni | 42 min 37 s |
| Médaille d'argent  | Jacob Adkin        | Royaume-Uni | 43 min 55 s |
| Médaille de bronze | Lukas Ehrle        | Allemagne   | 44 min 23 s |
| 4                  | Roberto Delorenzi  | Suisse      | 44 min 41 s |
| 5                  | Frédéric Tranchand | France      | 44 min 48 s |
| 6                  | Théodore Klein     | France      | 45 min 10 s |
| 7                  | Petter Engdahl     | Suède       | 45 min 17 s |
| 8                  | Jonathan Schmid    | Suisse      | 45 min 20 s |

| Rang               | Athlète                | Pays        | Temps       |
| ------------------ | ---------------------- | ----------- | ----------- |
| Médaille d'or      | Nina Engelhard         | Allemagne   | 50 min 8 s  |
| Médaille d'argent  | Scout Adkin            | Royaume-Uni | 51 min 43 s |
| Médaille de bronze | Monica Mădălina Florea | Roumanie    | 52 min 33 s |
| 4                  | Christel Dewalle       | France      | 53 min 32 s |
| 5                  | Élise Poncet           | France      | 53 min 58 s |
| 6                  | Judith Wyder           | Suisse      | 54 min 3 s  |
| 7                  | Sara Willhoit          | Royaume-Uni | 54 min 39 s |
| 8                  | Sarah McCormack        | Irlande     | 54 min 46 s |

##### Courses par équipes
| Rang               | Pays                                                                                        | Points |
| ------------------ | ------------------------------------------------------------------------------------------- | ------ |
| Médaille d'or      | Royaume-Uni Joe Steward (1er) Jacob Adkin (2e) Kristian Jones (10e) Finlay Grant (17e)      | 13     |
| Médaille d'argent  | Suisse Roberto Delorenzi (4e) Jonathan Schmid (8e) Jonas Soldini (9e) Candide Pralong (11e) | 21     |
| Médaille de bronze | France Frédéric Tranchand (5e) Théodore Klein (6e) Quentin Meyleu (13e) Jérôme Blanc (18e)  | 24     |

| Rang               | Pays                                                                                    | Points |
| ------------------ | --------------------------------------------------------------------------------------- | ------ |
| Médaille d'or      | France Christel Dewalle (4e) Élise Poncet (5e) Marie Nivet (9e) Nélie Clément (20e)     | 18     |
| Médaille d'argent  | Royaume-Uni Scout Adkin (2e) Sara Willhoit (7e) Scarlet Dale (13e) Elle Twentyman (15e) | 22     |
| Médaille de bronze | Suisse Judith Wyder (6e) Selina Burch (11e) Maude Mathys (17e) Céline Aebi (32e)        | 34     |

#### Montée et descente
L'épreuve senior de course en montagne en montée et descente se déroule sur un parcours de 16 kilomètres avec 960 mètres de dénivelé positif et 1 000 mètres de dénivelé négatif. Bien décidé à terminer sur le podium après sa quatrième place de vendredi, le Suisse Roberto Delorenzi mène la course sur un rythme soutenu. Il est suivi dans un premier temps par le Britannique Joe Steward, l'Allemand Lukas Ehrle et le Français Théodore Klein. Dans la descente, Joe Steward se fait distancer par ses adversaires. Théodore Klein est victime d'une chute, laissant Roberto Delorenzi et Lukas Ehrle seuls en tête. Les deux hommes se livrent à un duel serré mais le Suisse ne lâche rien et remporte le titre avec trois secondes d'avance sur son rival. Théodore Klein parvient à se remettre sur pieds rapidement pour s'offrir la médaille de bronze. La France remporte le classement par équipes devant le Royaume-Uni et l'Italie.
L'Allemande Nina Engelhard parvient à réitérer sa bonne performance de vendredi en menant également la course en montée et descente. Au sommet du mont Baron, elle devance ses concurrentes de quarante secondes. Elle effectue la descente sur son rythme soutenu. Derrière elle, la deuxième place fait l'objet d'une lutte serrée entre la Britannique Scout Adkin et la Roumaine Monica Mădălina Florea. Moins à l'aise en descente, Scout Adkin finit par lâcher prise. Nina Engelhard remporte son deuxième titre européen après celui de vendredi. La Suissesse Judith Wyder effectue une descente très rapide pour coiffer au poteau Monica Mădălina Florea et s'offrir la médaille d'argent trois secondes devant cette dernière. Le Royaume-Uni remporte le classement par équipes pour un point devant la Suisse. La Roumanie complète le podium,.

##### Courses individuelles
| Rang               | Athlète            | Pays        | Temps           |
| ------------------ | ------------------ | ----------- | --------------- |
| Médaille d'or      | Roberto Delorenzi  | Suisse      | 1 h 11 min 28 s |
| Médaille d'argent  | Lukas Ehrle        | Allemagne   | 1 h 11 min 31 s |
| Médaille de bronze | Théodore Klein     | France      | 1 h 11 min 49 s |
| 4                  | Cesare Maestri     | Italie      | 1 h 12 min 14 s |
| 5                  | Joe Steward        | Royaume-Uni | 1 h 12 min 23 s |
| 6                  | Kristian Jones     | Royaume-Uni | 1 h 13 min 10 s |
| 7                  | Frédéric Tranchand | France      | 1 h 13 min 18 s |
| 8                  | Jan Torrella       | Espagne     | 1 h 13 min 45 s |

| Rang               | Athlète                | Pays        | Temps           |
| ------------------ | ---------------------- | ----------- | --------------- |
| Médaille d'or      | Nina Engelhard         | Allemagne   | 1 h 22 min 44 s |
| Médaille d'argent  | Judith Wyder           | Suisse      | 1 h 23 min 9 s  |
| Médaille de bronze | Monica Mădălina Florea | Roumanie    | 1 h 23 min 12 s |
| 4                  | Scout Adkin            | Royaume-Uni | 1 h 23 min 15 s |
| 5                  | Naomi Lang             | Royaume-Uni | 1 h 25 min 7 s  |
| 6                  | Susanna Saapunki       | Finlande    | 1 h 25 min 25 s |
| 7                  | Lucija Krkoč           | Slovénie    | 1 h 25 min 46 s |
| 8                  | Hanna Gröber           | Allemagne   | 1 h 27 min 0 s  |

##### Courses par équipes
| Rang               | Pays                                                                                         | Points |
| ------------------ | -------------------------------------------------------------------------------------------- | ------ |
| Médaille d'or      | France Théodore Klein (3e) Frédéric Tranchand (7e) Romain Discher (14e) Quentin Meyleu (20e) | 24     |
| Médaille d'argent  | Royaume-Uni Joe Steward (5e) Kristian Jones (6e) Jacob Adkin (15e) Benjamin Rothery (16e)    | 26     |
| Médaille de bronze | Italie Cesare Maestri (4e) Isacco Costa (10e) Daniel Pattis (13e) Alberto Vender (17e)       | 27     |

| Rang               | Pays | Points |
| ------------------ | --- | ------ |
| Médaille d'or      | Royaume-Uni Scout Adkin (4e) Naomi Lang (5e) Eve Pannone (11e)                                                        | 20     |
| Médaille d'argent  | Suisse Judith Wyder (2e) Rea Iseli (9e) Maude Mathys (10e) Céline Aebi (28e)                                          | 21     |
| Médaille de bronze | Roumanie Monica Mădălina Florea (3e) Andreea Alina Pîșcu (12e) Cristina Simion (17e) Maria Magdalena Bosinceanu (38e) | 32     |

#### Trail
L'épreuve de trail se déroule sur un parcours de 58 kilomètres avec 3 500 mètres de dénivelé positif et négatif. Avec plusieurs favoris, les coureurs français ouvrent le bal sur un rythme soutenu, larguant la plupart de leurs adversaires. Seul le Britannique Thomas Roach s'accroche au groupe de tête. Parti très fort, Hugo Deck finit par lever le pied et passe le témoin en tête à Thomas Cardin. Le champion du monde de trail long 2023 Benjamin Roubiol le rattrape avant de se faire à nouveau distancer. Parti plus prudemment, Loïc Rolland effectue une grosse remontée en fin de course et parvient à doubler Thomas Roach. Thomas Cardin remporte le titre devant ses coéquipiers Benjamin Roubiol et Loïc Rolland. Hugo Deck termine à la dixième place. La France remporte logiquement le classement par équipes. La Pologne et la Tchéquie complètent le podium,.
À l'instar de leurs compatriotes masculins, les Françaises prennent d'emblée les commandes de la course féminine sur un rythme soutenu. Grande favorite, Blandine L'Hirondel se place en première meneuse. Blessée en début de saison, Clémentine Geoffray se montre en grande forme et rattrape Blandine L'Hirondel après 20 kilomètres. Elle passe en tête, puis s'envole seule en tête pour remporter le titre. Blandine L'Hirondel assure la médaille d'argent. Adeline Martin effectue une solide course pour compléter le podium devant la quatrième Française, Julie Roux. La France remporte aisément le classement par équipes devant l'Espagne et l'Italie,.

##### Courses individuelles
| Rang               | Athlète           | Pays        | Temps           |
| ------------------ | ----------------- | ----------- | --------------- |
| Médaille d'or      | Thomas Cardin     | France      | 4 h 58 min 22 s |
| Médaille d'argent  | Benjamin Roubiol  | France      | 5 h 4 min 1 s   |
| Médaille de bronze | Loïc Rolland      | France      | 5 h 7 min 38 s  |
| 4                  | Thomas Roach      | Royaume-Uni | 5 h 9 min 51 s  |
| 5                  | Rafał Matuszczak  | Pologne     | 5 h 11 min 56 s |
| 6                  | Dawid Malina      | Pologne     | 5 h 18 min 12 s |
| 7                  | Peter Fraňo       | Slovaquie   | 5 h 18 min 38 s |
| 8                  | Benedikt Hoffmann | Allemagne   | 5 h 19 min 39 s |

| Rang               | Athlète                | Pays     | Temps           |
| ------------------ | ---------------------- | -------- | --------------- |
| Médaille d'or      | Clémentine Geoffray    | France   | 5 h 44 min 49 s |
| Médaille d'argent  | Blandine L'Hirondel    | France   | 5 h 56 min 44 s |
| Médaille de bronze | Adeline Martin         | France   | 5 h 56 min 44 s |
| 4                  | Julie Roux             | France   | 6 h 2 min 15 s  |
| 5                  | Ioana Mădălina Amariei | Roumanie | 6 h 10 min 13 s |
| 6                  | Andrea Kolbeinsdóttir  | Islande  | 6 h 10 min 54 s |
| 7                  | Anna-Stiina Erkkilä    | Finlande | 6 h 12 min 2 s  |
| 8                  | Oihana Kortazar        | Espagne  | 6 h 12 min 35 s |

##### Courses par équipes
| Rang               | Pays                                                                                           | Points |
| ------------------ | ---------------------------------------------------------------------------------------------- | ------ |
| Médaille d'or      | France Thomas Cardin (1er) Benjamin Roubiol (2e) Loïc Rolland (3e) Hugo Deck (10e)             | 6      |
| Médaille d'argent  | Pologne Rafał Matuszczak (5e) Dawid Malina (6e) Marcel Fabian (17e) Miłosz Szcześniewski (22e) | 28     |
| Médaille de bronze | Tchéquie Tomáš Maceček (12e) Tomáš Fárník (15e) Tomas Hudec (20e)                              | 47     |

| Rang               | Pays                                                                                          | Points |
| ------------------ | --------------------------------------------------------------------------------------------- | ------ |
| Médaille d'or      | France Clémentine Geoffray (1re) Blandine L'Hirondel (2e) Adeline Martin (3e) Julie Roux (4e) | 6      |
| Médaille d'argent  | Espagne Oihana Kortazar (8e) Gemma Arenas Alcázar (14e) Maria Del Mar Pastor (24e)            | 46     |
| Médaille de bronze | Italie Camilla Magliano (12e) Martina Chialvo (15e) Giuditta Turini (23e)                     | 50     |

### Juniors

#### Montée
L'épreuve junior de course en montagne en montée se déroule sur un parcours de 5,6 kilomètres et 830 mètres de dénivelé. Le Suisse Matthieu Bührer tire avantage de ses compétences en course d'orientation pour s'imposer sur le tracé boueux. Il devance son compatriote Loïc Berger. Le Français Jules Mongellaz complète le podium. La Suisse remporte le classement par équipes devant la France et le Royaume-Uni.
Laissant partir la Française Lili Beck en tête, l'Allemande Julia Ehrle tire avantage de la partie raide de la montée pour accélérer et passer en tête. Elle se détache seule en tête et file vers le titre avec près de deux minutes d'avance sur ses rivales. La Britannique Eve Whitaker parvient également à doubler la Française pour s'offrir la médaille d'argent. La France remporte le classement par équipes devant le Royaume-Uni et l'Italie.

##### Courses individuelles
| Rang               | Athlète         | Pays   | Temps       |
| ------------------ | --------------- | ------ | ----------- |
| Médaille d'or      | Matthieu Bührer | Suisse | 36 min 9 s  |
| Médaille d'argent  | Loïc Berger     | Suisse | 36 min 30 s |
| Médaille de bronze | Jules Mongellaz | France | 37 min 6 s  |

| Rang               | Athlète      | Pays        | Temps       |
| ------------------ | ------------ | ----------- | ----------- |
| Médaille d'or      | Julia Ehrle  | Allemagne   | 41 min 50 s |
| Médaille d'argent  | Eve Whitaker | Royaume-Uni | 43 min 40 s |
| Médaille de bronze | Lili Beck    | France      | 44 min 19 s |

##### Courses par équipes
| Rang               | Pays                                                                                           | Points |
| ------------------ | ---------------------------------------------------------------------------------------------- | ------ |
| Médaille d'or      | Suisse Matthieu Bührer (1er) Loïc Berger (2e) Fiorillo Camesi (5e) Lars Oeschger (12e)         | 8      |
| Médaille d'argent  | France Jules Mongellaz (3e) Noé Descombes (7e) Simon Bibollet (8e) Émilien Simoneau (13e)      | 18     |
| Médaille de bronze | Royaume-Uni Edward Hobbs (4e) Thomas Hilton (6e) Alexander Poulston (10e) Jack Sanderson (11e) | 20     |

| Rang               | Pays                                                                                     | Points |
| ------------------ | ---------------------------------------------------------------------------------------- | ------ |
| Médaille d'or      | France Lili Beck (3e) Margot Dajoux (5e) Luna Beck (9e) Lalibela Fruchart (14e)          | 17     |
| Médaille d'argent  | Royaume-Uni Eve Whitaker (2e) Isla Hedley (6e) Lauren Russell (10e) Amelie Lane (11e)    | 18     |
| Médaille de bronze | Italie Licia Ferrari (7e) Anna Hofer (8e) Silvia Boscacci (20e) Debora Bertagnolli (29e) | 35     |

#### Montée et descente
L'épreuve junior de course en montagne en montée et descente se déroule sur un parcours de 5,9 kilomètres avec 400 mètres de dénivelé positif et 420 mètres de dénivelé négatif. En raison des conditions météorologiques pluvieuses, le tracé est modifié pour éviter des descentes jugées trop dangeureuses. Les Français dominent la course. Antoine Puydebois remporte le titre en devançant ses compatriotes Jules Mongellaz et Maël Henric. Jules Barriod termine de plus au pied du podium. La France remporte logiquement le classement par équipes devant l'Italie et l'Espagne.
La Française Margot Dajoux effectue une solide course et remporte le titre. La Norvégienne Ingeborg Synstnes Hole et la Britannique Eve Whitaker complètent le podium. La France remporte le classement par équipes devant le Royaume-Uni et l'Italie.

##### Courses individuelles
| Rang               | Athlète           | Pays   | Temps       |
| ------------------ | ----------------- | ------ | ----------- |
| Médaille d'or      | Antoine Puydebois | France | 27 min 46 s |
| Médaille d'argent  | Jules Mongellaz   | France | 28 min 2 s  |
| Médaille de bronze | Maël Henric       | France | 28 min 18 s |

| Rang               | Athlète                | Pays        | Temps       |
| ------------------ | ---------------------- | ----------- | ----------- |
| Médaille d'or      | Margot Dajoux          | France      | 31 min 50 s |
| Médaille d'argent  | Ingeborg Synstnes Hole | Norvège     | 32 min 7 s  |
| Médaille de bronze | Eve Whitaker           | Royaume-Uni | 32 min 18 s |

##### Courses par équipes
| Rang               | Pays                                                                                      | Points |
| ------------------ | ----------------------------------------------------------------------------------------- | ------ |
| Médaille d'or      | France Antoine Puydebois (1er) Jules Mongellaz (2e) Maël Henric (3e) Jules Barriod (4e)   | 6      |
| Médaille d'argent  | Italie Francesco Mazza (6e) Luca Curioni (9e) Marco Stupiggia (14e) Gabriel Bazzoli (17e) | 29     |
| Médaille de bronze | Espagne Pere Menéndez (8e) Eduardo Hernández (10e) Adrián Macías (15e) Asheber Díaz (19e) | 33     |

| Rang               | Pays                                                                                  | Points |
| ------------------ | ------------------------------------------------------------------------------------- | ------ |
| Médaille d'or      | France Margot Dajoux (1re) Alice Mugnier (7e) Lila André (10e) Marie Garret (12e)     | 18     |
| Médaille d'argent  | Royaume-Uni Eve Whitaker (3e) Georgia Bell (8e) Amelie Lane (11e) Isla Paterson (14e) | 22     |
| Médaille de bronze | Italie Lucia Arnoldo (4e) Anna Hofer (6e) Chiara Pedol (15e) Federica Borromini (16e) | 25     |

## Tableau des médailles
- Pays organisateur

| Rang  | Nation      | Or | Argent | Bronze | Total |
| ----- | ----------- | -- | ------ | ------ | ----- |
| 1     | France      | 11 | 4      | 7      | 22    |
| 2     | Royaume-Uni | 3  | 7      | 2      | 12    |
| 3     | Suisse      | 3  | 4      | 1      | 8     |
| 4     | Allemagne   | 3  | 1      | 1      | 5     |
| 5     | Italie      | 0  | 1      | 4      | 5     |
| 6     | Espagne     | 0  | 1      | 1      | 2     |
| 7     | Pologne     | 0  | 1      | 0      | 1     |
| 7     | Norvège     | 0  | 1      | 0      | 1     |
| 9     | Roumanie    | 0  | 0      | 3      | 3     |
| 10    | Tchéquie    | 0  | 0      | 1      | 1     |
| Total | Total       | 20 | 20     | 20     | 60    |